# Charmoille (Doubs)
Charmoille – miejscowość i gmina we Francji, w regionie Burgundia-Franche-Comté, w departamencie Doubs.
Według danych na rok 1990 gminę zamieszkiwało 298 osób, a gęstość zaludnienia wynosiła 29 osób/km² (wśród 1786 gmin Franche-Comté Charmoille plasuje się na 455. miejscu pod względem liczby ludności, natomiast pod względem powierzchni na miejscu 421.).